# Macellum Liviae

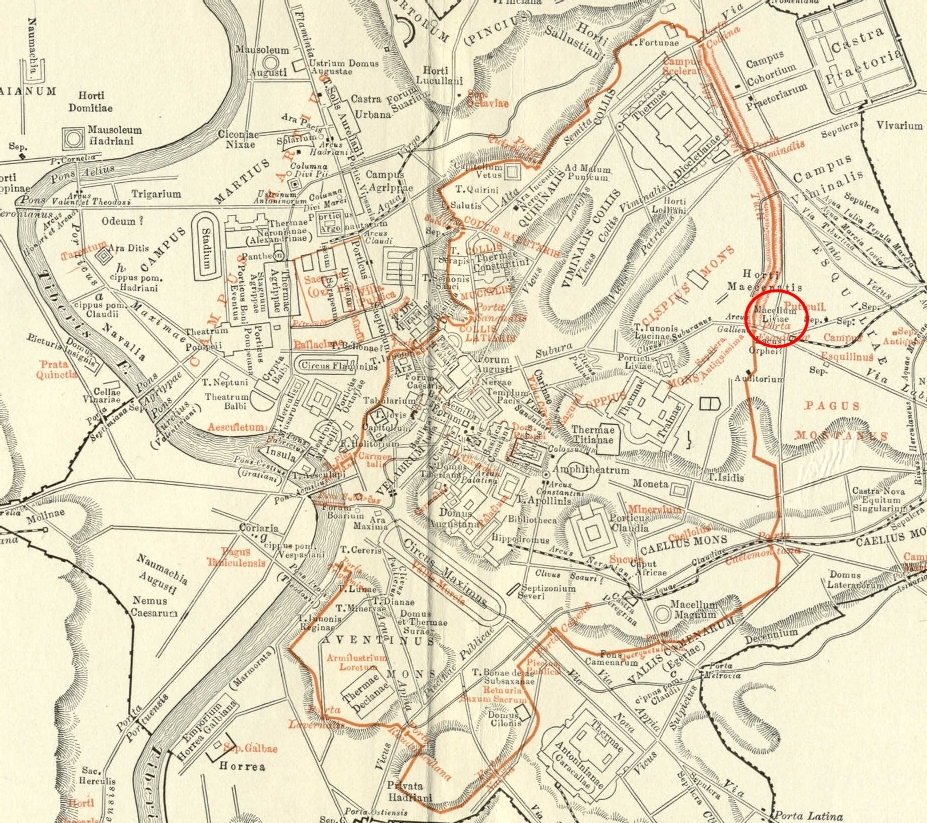
Macellum Liviae utmärkt på en karta över Rom från år 1911.

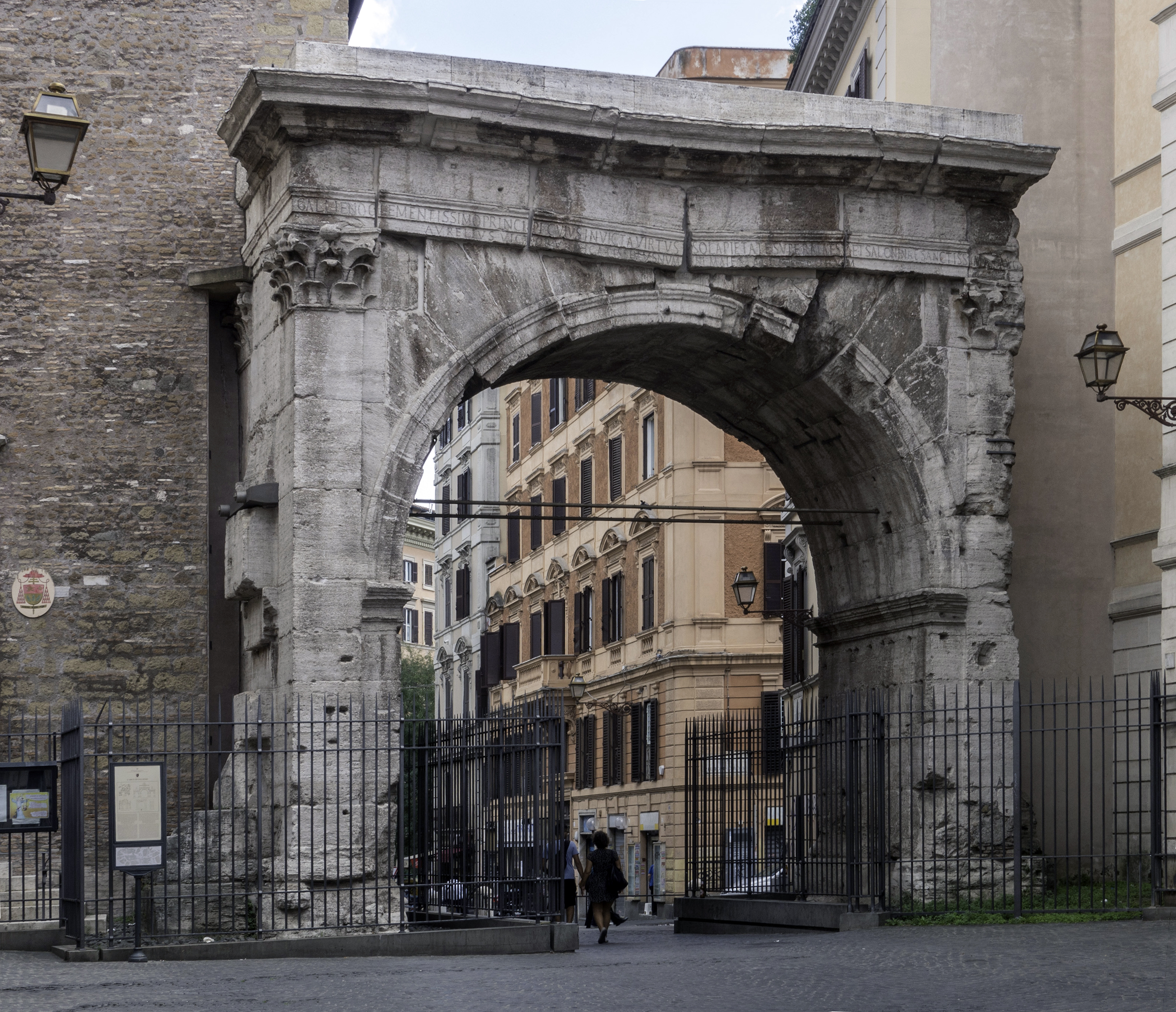
Gallienusbågen.

Macellum Liviae (latin ”Livias marknad/salutorg”) var en livsmedelsmarknad på Esquilinen i Rom. Den uppfördes av kejsar Augustus åt hustrun Livia. Uppförandet hade föranletts av tillväxten av Roms folkmängd.

## Beskrivning
Macellum Liviae har identifierats med en byggnad som Dio Cassius benämner τὸ τεμένισμα τὸ Λίουιον ὠνομασμένον (ungefär ”det åt Livia invigda templet/tempelområdet”), men detta tillbakavisas av den italienske arkeologen Filippo Coarelli. Han menar istället, att Macellum Liviae är identisk med en byggnad som utgrävdes utanför Porta Esquilina, dagens Gallienusbåge.